# Galleridia atrisigna
Galleridia atrisigna là một loài bướm đêm trong họ Noctuidae.